# Babek (quận)
Babek (tiếng Azerbaijan:Babək) là một quận thuộc Azerbaijan. Dân số thời điểm năm 2012 là 71396 người.